# André Ballande
Pour les articles homonymes, voir Ballande.
André, comte Ballande, né le 22 septembre 1857 à Bordeaux et mort le 29 mai 1936 dans la même ville, est un homme d'affaires et homme politique français.

## Biographie
Fils de l'armateur et négociant Louis Ballande et de Françoise Cadilhon, il est élève à la pension Bouffartigue.
À partir de 1882, il dirige l'affaire familiale, les établissements Ballande, une maison de commerce fondée au milieu du XIXe siècle et initialement basée sur le commerce des vins de Bordeaux, puis, spécialisée dans le transport maritime de produits à destination des colonies française du Pacifique. André Ballande étend les activités de la maison, fondant plusieurs filiales dont Calédonia, spécialisée dans le secteur du nickel, la Compagnie Navale et Commerciale de l'Océanie (CNCO), et les Comptoirs français des Nouvelles-Hébrides (CFNH) spécialisés dans les opérations commerciales au sein du Condominium des Nouvelles-Hébrides (Vanuatu). Il devint juge au Tribunal de commerce de Bordeaux, membre de la Chambre de commerce de Bordeaux et de censeur de la Banque de France. Il prit part à la création du Comité de l'Union coloniale française.
Parallèlement, Ballande fait carrière en politique, il siège à l'Assemblée nationale durant cinq mandats successifs de 1902 à 1924. Il siège dans le groupe Fédération républicaine, parti de la droite républicaine libérale et conservatrice. À Bordeaux, il est adjoint au maire de Bordeaux et exerce son influence dans le milieu des affaires par son activité au sein du tribunal de commerce et de la chambre de commerce.
Il est marié à Jeanne Pinchon (1863-1956) et ont pour fils Louis I Ballande né le 18 juin 1887 à Villenave-d'Ornon et décédé le 3 novembre 1918 à Rouen, à l'âge de 31 ans, officier interprète au 17e corps britannique, des suites d'une atteinte des gaz toxiques.
Leur petit-fils André II Ballande (1914-1981), se marie avec Lucienne Denis, dont la famille a fondé la Maison Denis frères active en Indochine plus particulièrement spécialisée dans l'armement, l'import-export, les rizeries, brasseries, etc. Le fils d'André II et Lucienne, Louis II Ballande, né en 1951 est le président-directeur général du groupe Ballande.

## Sources
- « André Ballande », dans le Dictionnaire des parlementaires français (1889-1940), sous la direction de Jean Jolly, PUF, 1960 [détail de l’édition]
- Annuaire du tout Sud-Ouest illustré, 1913